# Bogumił Šwjela
Bogumił Šwjela (niem. Gotthold Schwele albo Schwela; ur. 5 września 1873 w Schorbus, zm. 20 maja 1948 pod Naumburgiem) – serbołużycki duchowny ewangelicki, leksykograf, językoznawca, publicysta, długoletni przewodniczący Macierzy Łużyckiej i współzałożyciel Domowiny.

## Życiorys
Urodził się w miejscowości Schorbus (dłuż. Skjarbošc) jako syn miejscowego śpiewaka kościelnego i dziennikarza Kita Šwjeli i jego małżonki Marji. Po ukończeniu gimnazjum w Chociebużu w 1894 studiował w Berlinie teologię i slawistykę, które ukończył w 1897. Po studiach nie znajduje pracy na Łużycach i z tego powodu od 1899 do 1903 pracował jako nauczyciel domowy u pruskiego oficera von Hohenau w Poczdamie. W roku 1903 zajął miejsce pomocniczego duchownego przy Kościele łużyckim w Chociebużu. Z powodu kazań w języku dolnołużyckim skonfliktował się z niemieckim księdzem parafii chociebuskiej, który pragnął całkowitego zniemczenia miasta. W roku 1907 Šwjela został wikariuszem w Nochten (głuż. Wochozy), po tym jak zakazano mu kazań łużyckich w Chociebużu. W roku 1913 przeprowadził się do Dissen (dłuż. Dešno), gdzie był duchownym aż do przymusowej emerytury w 1941, kiedy został wygnany za serbołużycką działalność narodową. Przeprowadził się wówczas do swojej rodziny w Rudolstadcie.
W maju 1948, gdy chciał powrócić na Dolne Łużyce, zmarł na atak serca w pociągu z Rudolstadtu do Chociebuża. Został pochowany na Cmentarzu północnym w Chociebużu, gdzie znajduje się tablica pamiątkowa.

## Działalność

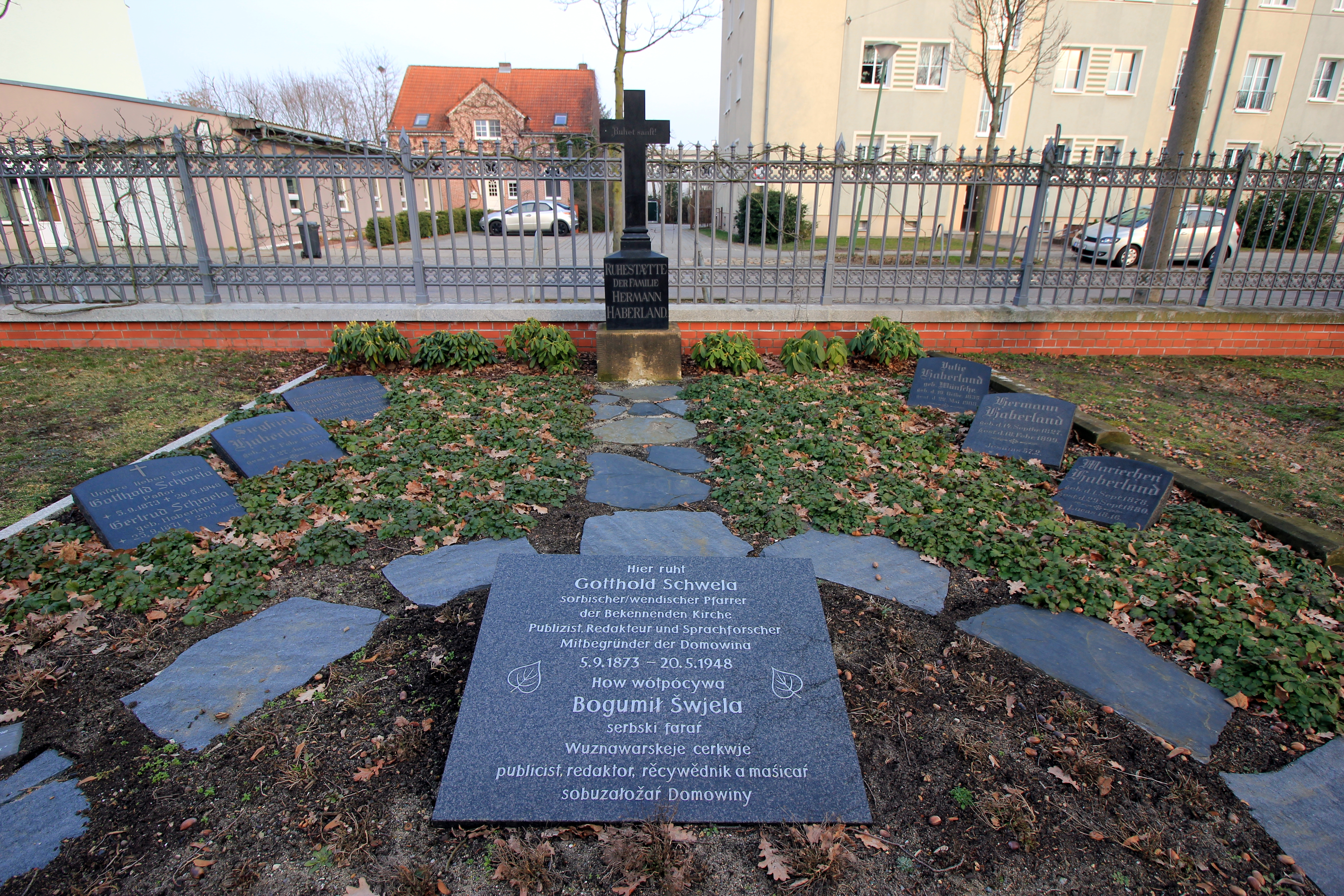
Grób rodzinny Šwjel na Cmentarzu Północnym w Chociebużu

Na Dolnych Łużycach działał na rzecz wydawania publikacji narodowych w językach łużyckich. Był redaktorem „Pratyi“ (1895–1899 i później 1930–37), „Bramborskiego Casnika“ (1916–18) i „Serbskiego Casnika“ (1921–22). W latach 1905/06 wydawał kościelne czasopismo „Wosadnik“ a w latach 1914/15 miesięcznik „Gwězda“. Po I wojnie światowej zabiegał o ponowne wydawanie literatury dolnołużyckiej w cyklu Serbska knigłownja, w którym wydano ogółem 11 książek. W roku 1924 zaczyna wydawać zgromadzone dzieła Mata Kósyka, jednak udaje mu się wydać tylko trzy tomy. Przekładał także lirykę i prozę na język dolnołużycki.
W młodych latach poświęcał się szczególnie językoznawstwu. Wychowany i wspierany przez starszego o 20 lat Arnošta Mukę opracowywał dolnołużycką składnię i ortografię. W tym celu napisał m.in. dwuczęściową gramatykę dolnołużycką Lehrbuch der niederwendischen Sprache. Grammatik. Jego obszerne onomastyczne Die Flurnamen des Kreises Cottbus wyszło już po jego śmierci. Pomagał Arnoštowi Muce przy sporządzaniu słownika dolnołużyckiego, a później na tej podstawie kontynuował przygotowania nowego słownika, którego, z powodu wygnania z Łużyc, nigdy nie ukończył.
Po wprowadzeniu zakazu publicznych wypowiedzi po łużycku w 1937 Šwjela był ostatnim dolnołużyckim duchownym, który bez względu na zakaz aż do roku 1941 dawał kazania po dolnołużycku. Podczas renowacji kościoła w Dissen skutecznie zabiegał o zachowanie napisów łużyckich przy emporach.
Za czasów Republiki Weimarskiej szczególnie występował w różnych funkcjach za prawami Serbów łużyckich. Był pierwszym wiceprzewodniczącym Domowiny i jej długoletnim sekretarzem aż do jej zakazania przez nazistów. Od 1894 był także członkiem górnołużyckiego oddziału Macierzy Łużyckiej (Maśica Serbska), a od 1922 jej członkiem honorowym. W latach 1933–1937 przewodniczył Maśicy. Po zakończeniu II wojny światowej uczestniczył w odrodzeniu działalności Domowiny na Dolnych Łużycach, a od 1947 był redaktorem „Nowego Casnika“.

## Dzieła
- Dolnjoserbski pšawopis. Budyšyn 1903.
- Lehrbuch der niederwendischen Sprache. Teil 1: Grammatik. Heidelberg 1906; Teil 2: Übungsbuch. Choćebuz 1911.
- Kurzes Lehrbuch der Oberwendischen Sprache. Budyšin 1913.
- Evangelska wera mjes Sslowjanami. Budyšin 1915.
- Zur Wendenfrage. Neu Welzow 1919.
- Vergleichende Grammatik der ober- und niedersorbischen Sprache. Budyšin 1926.
- Das Wendentum in der Niederlausitz und im Spreewald. Budyšin 1929.
- Serbske praeposicyje. Pó hugronach z ludowych hust hobźěłane a zestajane, Časopis Maćicy Serbskeje 1933/34.
- Deutsch-niedersorbisches Taschenwörterbuch. Budyšin 1953.
- Die Flurnamen des Kreise Cottbus. (= Deutsche Akademie der Wissenschaften zu Berlin. Veröffentlichungen des Instituts für Slawistik 17) Berlin 1958.
- Běźenje a wěźenje. Wuběrk literarnych źěłow. Budyšin 1973.

## Literatura
- Aus dem Alltag eines wendischen Pfarrers. Die Tagebücher von Bogumił Šwjela | Gotthold Schwela 1897–1945. Spisy Serbskeho instituta 70, LND 2022.
- Což slězy nas lažy w serbstwje … / Was hinter uns liegt im Sorbischen … Bogumił Šwjela/Gotthold Schwele (1873–1948). Wudałoj Załožba za serbski lud a Domizniski muzej Dešno, Choćebuz 1998.
- Gerat Hančka: Bogumił Šwjela. Budyšin 1973.